# Saline County (Nebraska)
Saline County ist ein County im Bundesstaat Nebraska der Vereinigten Staaten. Der Verwaltungssitz (County Seat) ist Wilber, das nach ihrem Gründer Charles Dana Wilber benannt wurde.

## Geographie
Das County liegt im Südosten von Nebraska, ist im Süden etwa 40 km von Kansas entfernt und hat eine Fläche von 1492 Quadratkilometern, wovon 2 Quadratkilometer Wasserfläche sind. Es grenzt im Uhrzeigersinn an folgende Countys: Lancaster County, Gage County, Jefferson County, Fillmore County und Seward County.

## Geschichte
Saline County wurde 1867 gebildet. Benannt wurde es nach den Salzvorkommen hier.
19 Bauwerke und Stätten des Countys sind im National Register of Historic Places eingetragen (Stand 12. Februar 2018).

## Demografische Daten

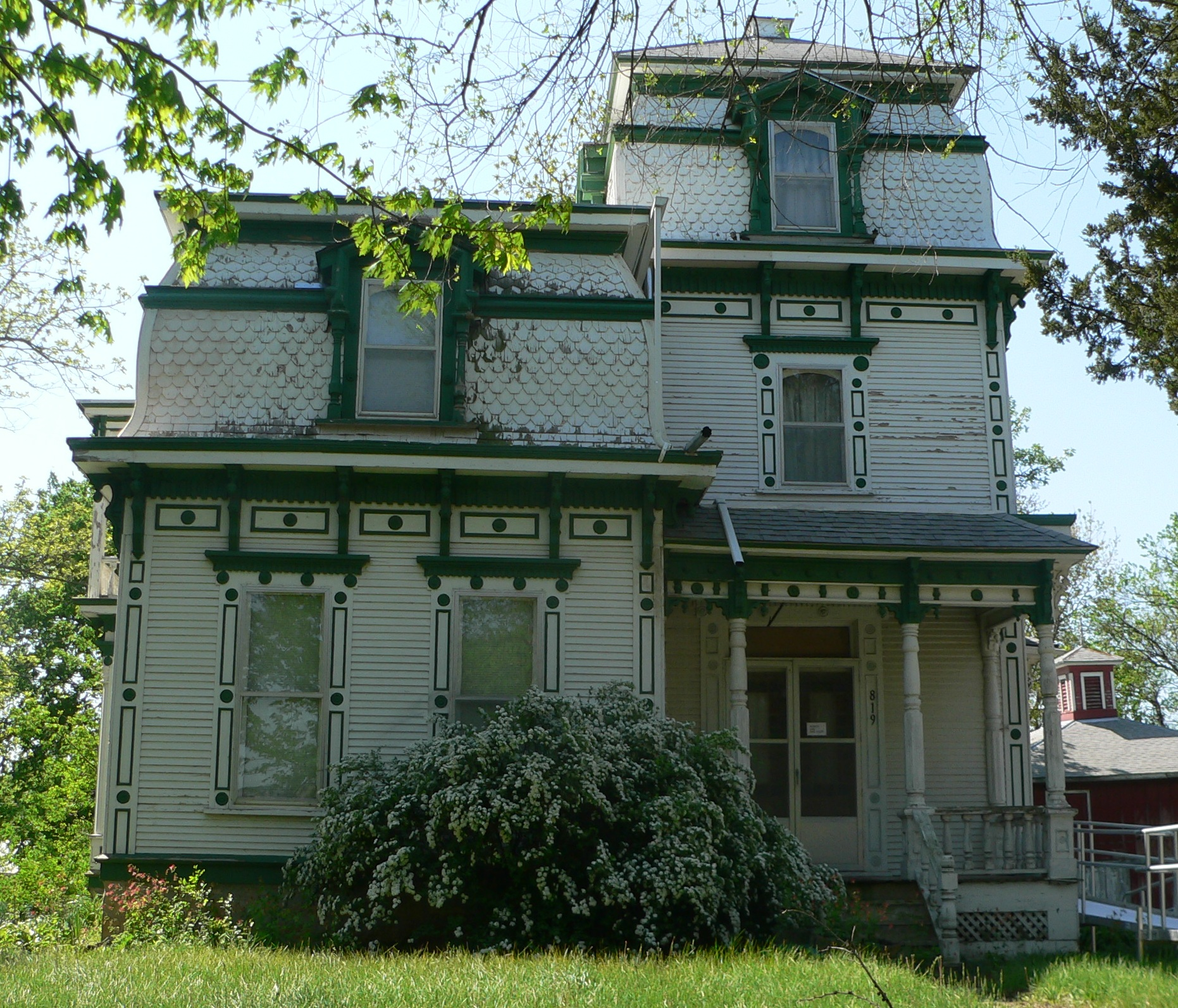
Richard R. Kiddle House, gelistet im NRHP

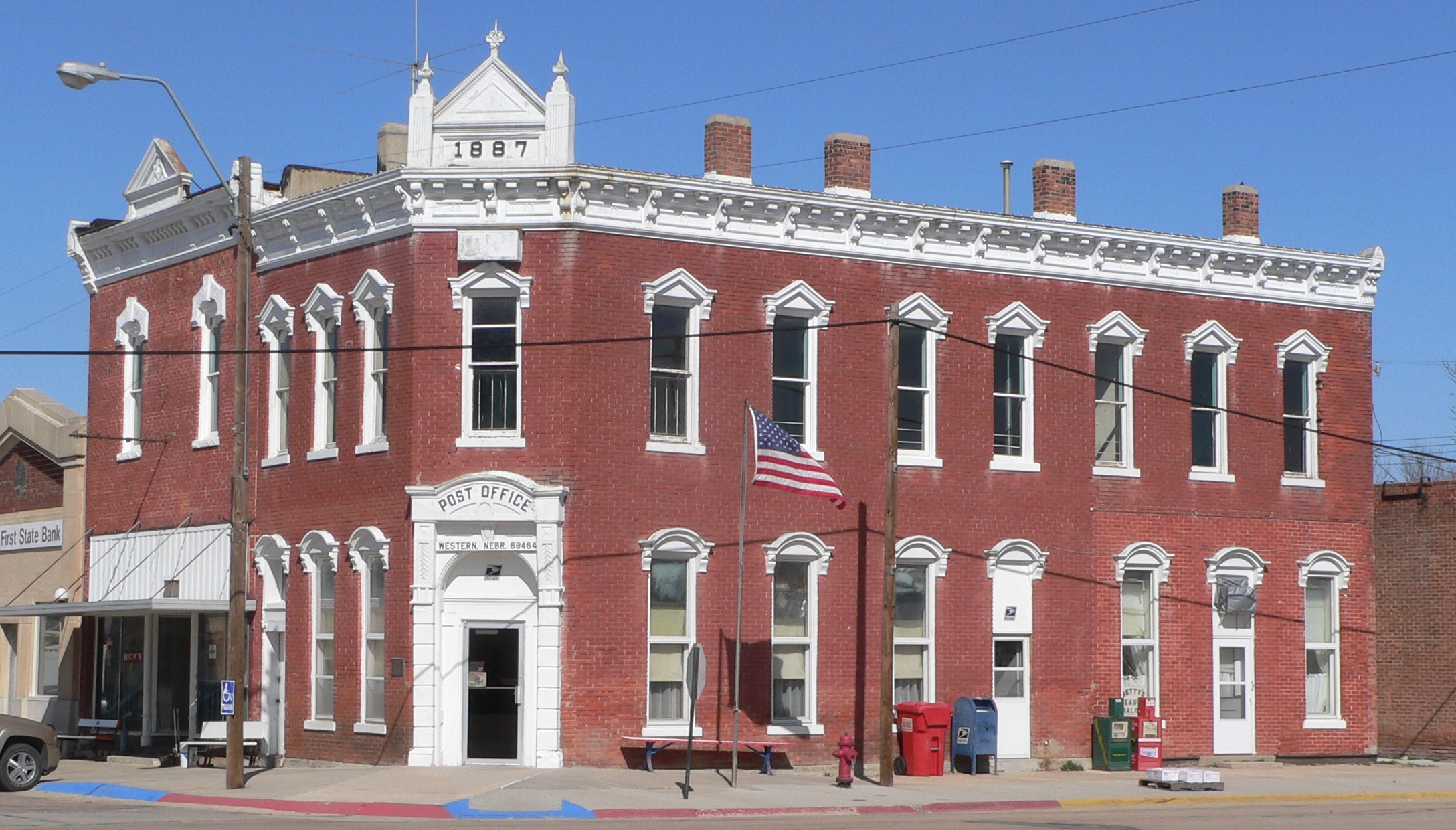
Saline County Bank, gelistet im NRHP

Nach der Volkszählung im Jahr 2000 lebten im Saline County 13.843 Menschen in 5.188 Haushalten und 3.507 Familien. Die Bevölkerungsdichte betrug 9 Einwohner pro Quadratkilometer. Ethnisch betrachtet setzte sich die Bevölkerung zusammen aus 92,99 Prozent Weißen, 0,36 Prozent Afroamerikanern, 0,38 Prozent amerikanischen Ureinwohnern, 1,70 Prozent Asiaten, 0,03 Prozent Bewohnern aus dem pazifischen Inselraum und 3,40 Prozent aus anderen ethnischen Gruppen; 1,15 Prozent stammten von zwei oder mehr Ethnien ab. 6,58 Prozent der Bevölkerung waren spanischer oder lateinamerikanischer Abstammung.
Von den 5.188 Haushalten hatten 32,8 Prozent Kinder und Jugendliche unter 18 Jahre, die bei ihnen lebten. 56,5 Prozent waren verheiratete, zusammenlebende Paare, 7,2 Prozent waren allein erziehende Mütter, 32,4 Prozent waren keine Familien, 27,5 Prozent waren Singlehaushalte und in 14,3 Prozent lebten Menschen im Alter von 65 Jahren oder darüber. Die Durchschnittshaushaltsgröße betrug 2,50 und die durchschnittliche Familiengröße lag bei 3,04 Personen.
Auf das gesamte County bezogen setzte sich die Bevölkerung zusammen aus 25,1 Prozent Einwohnern unter 18 Jahren, 12,3 Prozent zwischen 18 und 24 Jahren, 25,0 Prozent zwischen 25 und 44 Jahren, 20,3 Prozent zwischen 45 und 64 Jahren und 17,2 Prozent waren 65 Jahre alt oder darüber. Das Durchschnittsalter betrug 36 Jahre. Auf 100 weibliche Personen kamen 97,8 männliche Personen. Auf 100 Frauen im Alter von 18 Jahren oder darüber kamen statistisch 95,1 Männer.
Das jährliche Durchschnittseinkommen eines Haushalts betrug 35.914 USD, das Durchschnittseinkommen der Familien betrug 44.199 USD. Männer hatten ein Durchschnittseinkommen von 30.467 USD, Frauen 22.690 USD. Das Prokopfeinkommen betrug 16.287 USD. 6,4 Prozent der Familien und 9,4 Prozent der Bevölkerung lebten unterhalb der Armutsgrenze. Davon waren 8,9 Prozent Kinder oder Jugendliche unter 18 Jahre und 9,0 Prozent waren Menschen über 65 Jahre.

## Orte im County
- Berks
- Crete
- De Witt
- Dorchester
- Friend
- Pleasant Hill
- Shestak
- Swanton
- Tobias
- Western
- Wilber